# Claudia Vega
Claudia Vega (Barcelona, España, 9 de junio de 1999)
 es una actriz española. Ha sido candidata al Premio Gaudí 2012 a la mejor protagonista femenina, por su papel en su primera película, EVA.

## Biografía
Estudiante de teatro, en 2011 debuta en el cine con EVA  de Kike Maíllo, en la que es seleccionada entre más de 3000 aspirantes en un casting, y por la que es candidata al Premio Gaudí 2012 a la mejor protagonista femenina.
Mientras sigue con sus estudios de teatro, en 2012 protagoniza junto con la actriz Ana Fernández el corto de terror ciencia ficción Horizonte del director Aitor Uribarri.
En 2013 estrena simultáneamente dos películas, Barcelona, noche de verano de Dani de la Orden, coproducida por Kike Maíllo, y Zipi y Zape y el club de la canica de Óskar Santos.
EVA se estrena en los Estados Unidos en marzo de 2015, con la productora de cine The Weinstein Company, teniendo muy buenas críticas, especialmente a la interpretación de Claudia Vega.
Con Miki Esparbé de director y junto con el actor Jordi Sánchez, en 2016 rueda su segundo corto, Niña de papá. También en este mismo año aparece en varios capítulos de Nit i dia de TV3 y protagoniza dos cortos más, Lastclip, un corto de terror de Pau Carreté, y Ringo, un cortometraje de ﬁcción de la ESCAC (Escola Superior de Cinema i Audiovisuals de Catalunya).
En julio de 2018 se estrena Jean-François y el sentido de la vida, la ópera prima de Sergi Portabella una tragicomedia juvenil existencialista, que protagoniza junto al actor Max Megías.

## Filmografía

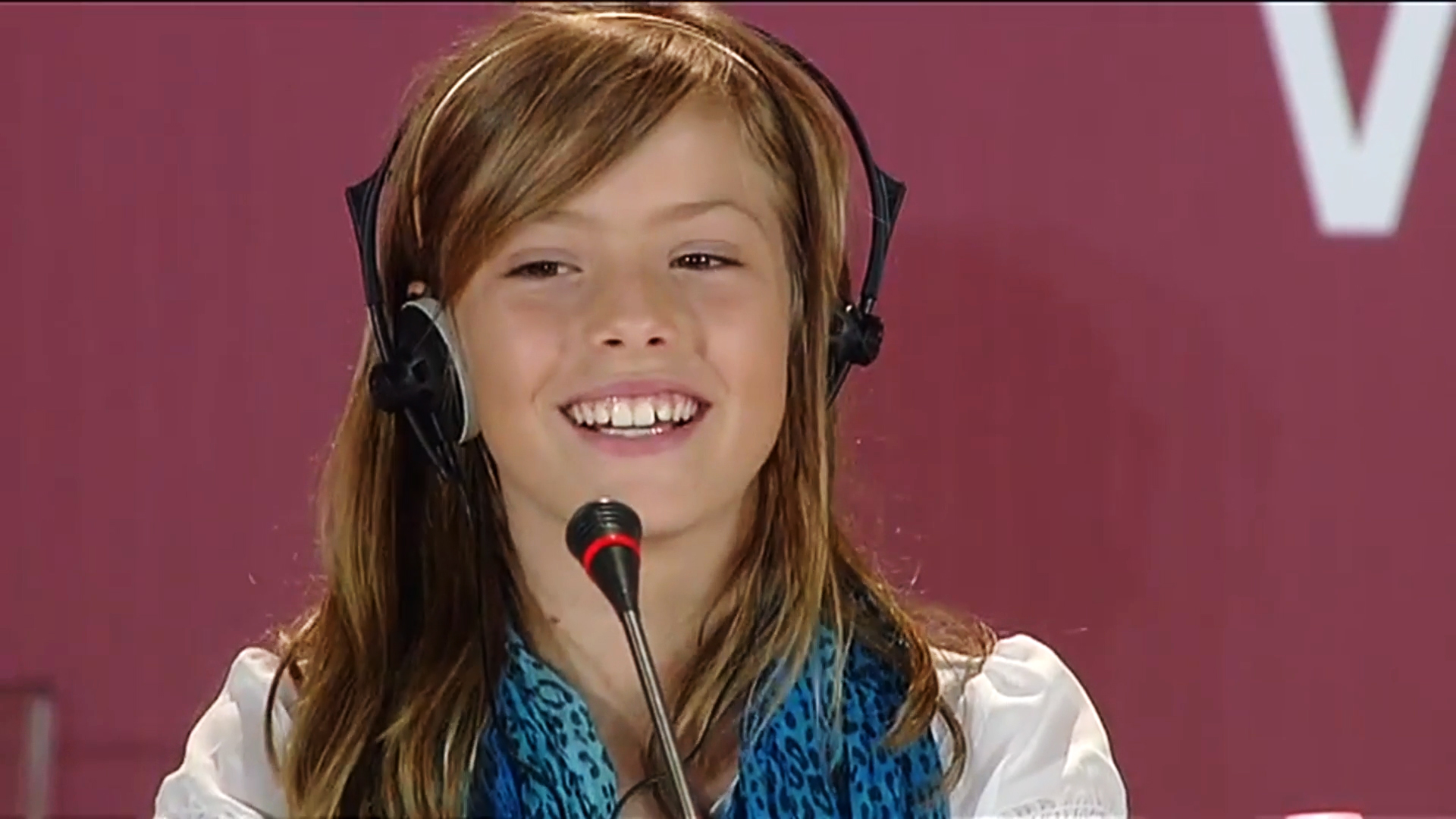
Claudia Vega en la presentación de EVA en el Festival de Cine de Venecia, en 2011.

### Cine
| Año  | Película                              | Personaje | Director         | Notas        |
| ---- | ------------------------------------- | --------- | ---------------- | ------------ |
| 2011 | EVA                                   | Eva       | Kike Maíllo      |              |
| 2012 | Horizonte                             | Ana       | Aitor Uribarri   | Cortometraje |
| 2013 | Zipi y Zape y el club de la canica    | Matilde   | Óskar Santos     |              |
| 2013 | Barcelona, noche de verano            | Mireia    | Dani de la Orden |              |
| 2016 | Ringo                                 | Irene     | Adriá Pagés      | Cortometraje |
| 2016 | Lastclip                              |           | Pau Carreté      | Cortometraje |
| 2016 | Niña de papá                          | Lucía     | Miki Esparbé     | Cortometraje |
| 2018 | Jean-François y el sentido de la vida | Luna      | Sergi Portabella |              |

### Televisión
| Año         | Serie                | Personaje     | Cadena          |
| ----------- | -------------------- | ------------- | --------------- |
| 2016        | Nit i dia            | Claudia       | TV3             |
| 2019        | Merlí: Sapere Aude   | Oti           | Movistar+ y TV3 |
| 2023 - 2024 | Amar es para siempre | Gala Cardenal | Antena 3        |

## Premios y candidaturas
Premios Gaudí
| Año  | Categoría                 | Película | Resultado |
| ---- | ------------------------- | -------- | --------- |
| 2012 | Mejor actriz protagonista | EVA      | Nominada  |